# Coulongé
Coulongé est une commune française, située dans le département de la Sarthe en région Pays de la Loire, peuplée de 512 habitants (les Coulongeois).
La commune fait partie de la province historique du Maine, et se situe dans le Haut-Maine (Maine blanc).

## Géographie
La commune est située dans le Haut-Maine, à la limite du Haut-Anjou sarthois, surnommé le Maine angevin, à 40 km au sud du Mans.

### Communes limitrophes
| Mansigné     | Pontvallain | Sarcé         |
| Luché-Pringé | Coulongé    | Aubigné-Racan |
|              | Le Lude     |               |

### Climat
Pour des articles plus généraux, voir Climat des Pays de la Loire et Climat de la Sarthe.
En 2010, le climat de la commune est de type climat océanique dégradé des plaines du Centre et du Nord, selon une étude du CNRS s'appuyant sur une série de données couvrant la période 1971-2000. En 2020, Météo-France publie une typologie des climats de la France métropolitaine dans laquelle la commune est exposée à un climat océanique et est dans la région climatique  Moyenne vallée de la Loire, caractérisée par une bonne insolation (1 850 h/an) et un été peu pluvieux. 
Pour la période 1971-2000, la température annuelle moyenne est de 11,2 °C, avec une amplitude thermique annuelle de 14,6 °C. Le cumul annuel moyen de précipitations est de 686 mm, avec 11,5 jours de précipitations en janvier et 6,7 jours en juillet. Pour la période 1991-2020, la température moyenne annuelle observée sur la station météorologique de Météo-France la plus proche, sur la commune de Luché-Pringé à 10 km à vol d'oiseau, est de 12,4 °C et le cumul annuel moyen de précipitations est de 658,2 mm,. Pour l'avenir, les paramètres climatiques de la commune estimés pour 2050 selon différents scénarios d'émission de gaz à effet de serre sont consultables sur un site dédié publié par Météo-France en novembre 2022.

## Urbanisme

### Typologie
Au 1er janvier 2024, Coulongé est catégorisée commune rurale à habitat dispersé, selon la nouvelle grille communale de densité à sept niveaux définie par l'Insee en 2022.
Elle est située hors unité urbaine. Par ailleurs la commune fait partie de l'aire d'attraction du Lude, dont elle est une commune de la couronne,. Cette aire, qui regroupe 3 communes, est catégorisée dans les aires de moins de 50 000 habitants,.

### Occupation des sols
L'occupation des sols de la commune, telle qu'elle ressort de la base de données européenne d’occupation biophysique des sols Corine Land Cover (CLC), est marquée par l'importance des territoires agricoles (68,7 % en 2018), une proportion sensiblement équivalente à celle de 1990 (68,4 %). La répartition détaillée en 2018 est la suivante : 
terres arables (30,9 %), forêts (27,2 %), zones agricoles hétérogènes (19,2 %), prairies (18,6 %), zones urbanisées (4,1 %). L'évolution de l’occupation des sols de la commune et de ses infrastructures peut être observée sur les différentes représentations cartographiques du territoire : la carte de Cassini (XVIIIe siècle), la carte d'état-major (1820-1866) et les cartes ou photos aériennes de l'IGN pour la période actuelle (1950 à aujourd'hui).

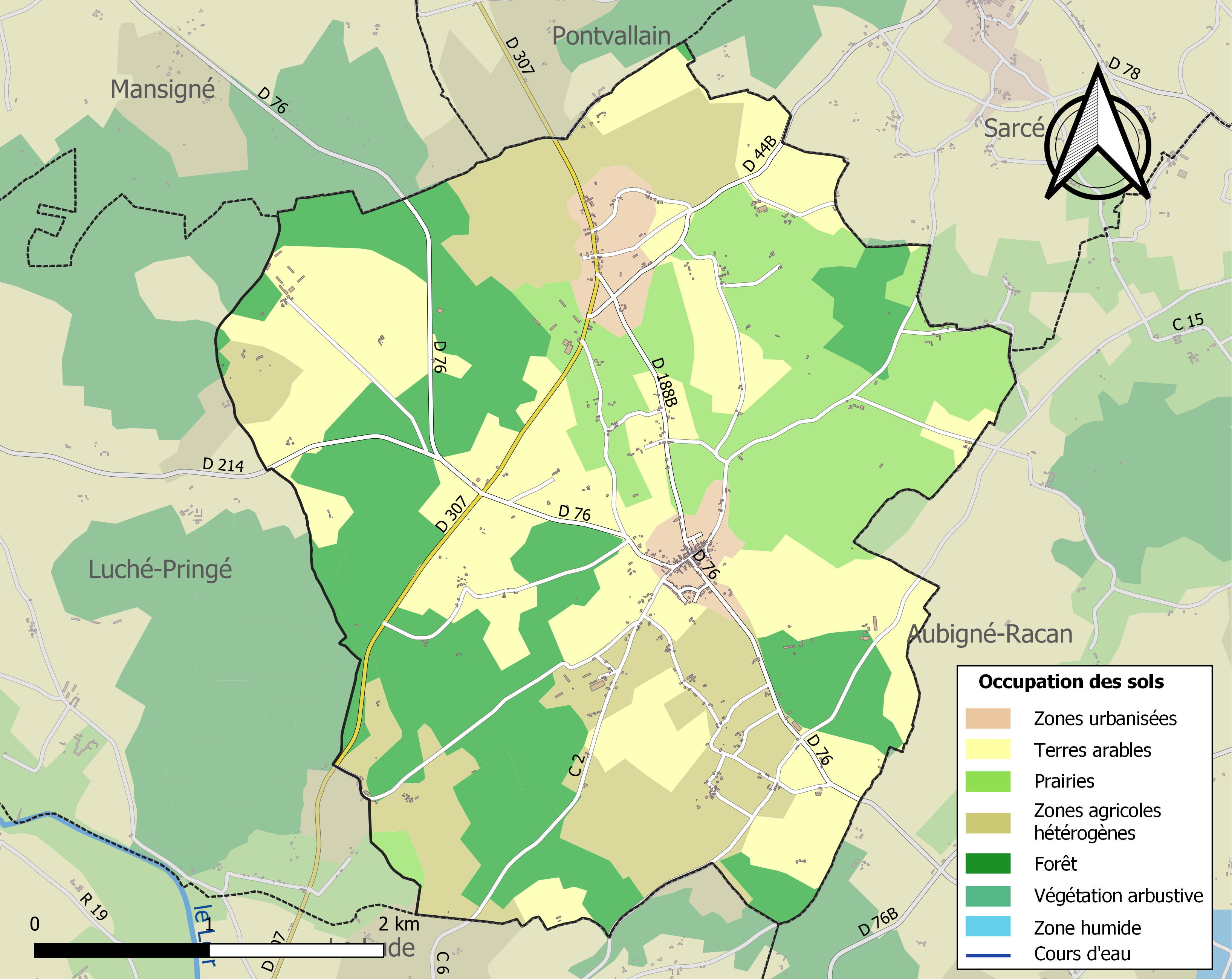
Carte des infrastructures et de l'occupation des sols de la commune en 2018 (CLC).

## Toponymie
Le nom de la localité est attesté sous les formes Villa… Colongiacus (XIe siècle) ; Ecclesia de Colongiaco (vers 1045) ; Terra de Colongeio (vers 1058) ; A. de Colengiaco (vers 1098) ; Ecclesia de Colungeio (1145-1175) ; Terra de Collungeio (vers 1239) ; Parrochia de Colongieo (1265) ; Parrochia de Colongeyo (1271) ; Collungé (1292) ; Coulongé (1314) ; Ecclesia de Colongé (vers 1330) ; Ecclesia de Colungeyo vel Colongeio (vers 1508).

Issu du mot Colonica, « maison de colon agraire ».

## Histoire
À l'époque antique, des carrières de grès situées sur la commune ont servi à extraire les matériaux de construction du site archéologique de Cherré à Aubigné-Racan. Un aqueduc venant de la fontaine de Chenon alimentait les bâtiments du site.
Sous l'Ancien Régime, Coulongé dépendait de la sénéchaussée angevine de Baugé et du tribunal spécial ou « grenier à sel » du Lude.

## Politique et administration
| Période                                  | Période   | Identité              | Étiquette | Qualité                                                                       |
| ---------------------------------------- | --------- | --------------------- | --------- | ----------------------------------------------------------------------------- |
| 1892                                     | 1901      | Jean-Baptiste Genetay |           | Négociant, marchand d'huiles                                                  |
| 1930                                     | 1977      | Philippe d'Argenlieu  | UDR       | militaire, député de la Sarthe (1945-1946), Sénateur de la Sarthe (1951-1968) |
| (avant 2001)                             | mars 2008 | Jean Gaudin           |           |                                                                               |
| mars 2008                                | mai 2020  | Jeannette Jolly       | SE        | Retraitée de l'enseignement                                                   |
| mai 2020                                 | En cours  | Yves le Bouffant      | SE        | Responsable d’un bureau d’études dans le bâtiment en retraite                 |
| Les données manquantes sont à compléter. |           |                       |           |                                                                               |

## Démographie
L'évolution du nombre d'habitants est connue à travers les recensements de la population effectués dans la commune depuis 1793. Pour les communes de moins de 10 000 habitants, une enquête de recensement portant sur toute la population est réalisée tous les cinq ans, les populations de référence des années intermédiaires étant quant à elles estimées par interpolation ou extrapolation. Pour la commune, le premier recensement exhaustif entrant dans le cadre du nouveau dispositif a été réalisé en 2006.
En 2022, la commune comptait 512 habitants, en évolution de −2,85 % par rapport à 2016 (Sarthe : −0,25 %, France hors Mayotte : +2,11 %).
| 1793 | 1800 | 1806 | 1821 | 1831 | 1836  | 1841  | 1846  | 1851  |
| ---- | ---- | ---- | ---- | ---- | ----- | ----- | ----- | ----- |
| 770  | 913  | 855  | 923  | 970  | 1 050 | 1 043 | 1 004 | 1 000 |

| 1856 | 1861 | 1866 | 1872 | 1876 | 1881 | 1886 | 1891 | 1896 |
| ---- | ---- | ---- | ---- | ---- | ---- | ---- | ---- | ---- |
| 962  | 947  | 954  | 901  | 844  | 791  | 835  | 789  | 782  |

| 1901 | 1906 | 1911 | 1921 | 1926 | 1931 | 1936 | 1946 | 1954 |
| ---- | ---- | ---- | ---- | ---- | ---- | ---- | ---- | ---- |
| 747  | 704  | 692  | 646  | 653  | 633  | 620  | 563  | 621  |

| 1962 | 1968 | 1975 | 1982 | 1990 | 1999 | 2006 | 2011 | 2016 |
| ---- | ---- | ---- | ---- | ---- | ---- | ---- | ---- | ---- |
| 607  | 562  | 532  | 466  | 497  | 541  | 577  | 565  | 527  |

| 2021 | 2022 | - | - | - | - | - | - | - |
| ---- | ---- | - | - | - | - | - | - | - |
| 510  | 512  | - | - | - | - | - | - | - |

## Culture locale et patrimoine

### Lieux et monuments
- Église Saint-Lubin des XIe, XVIIe et XIXe siècles, avec voûte en cul-de-four et fresques. L'édifice est inscrit au titre des monuments historiques depuis 1928, et certaines parties sont classées au titre des monuments historiques depuis 1964[21].
- Château des Aiguebelles, du XIXe siècle.
- Maison seigneuriale de la Picoterie, du XVe siècle.
- Source, dite fontaine de Saint-Hubert et lavoir attenant.
- Aqueduc.
- Chapelle Saint-Hubert, des XVIIe et XIXe siècles, et calvaire.
- La Croix-Brette, monument commémoratif pour le repos des guerriers de Bertrand Du Guesclin après la bataille de Pontvallain.

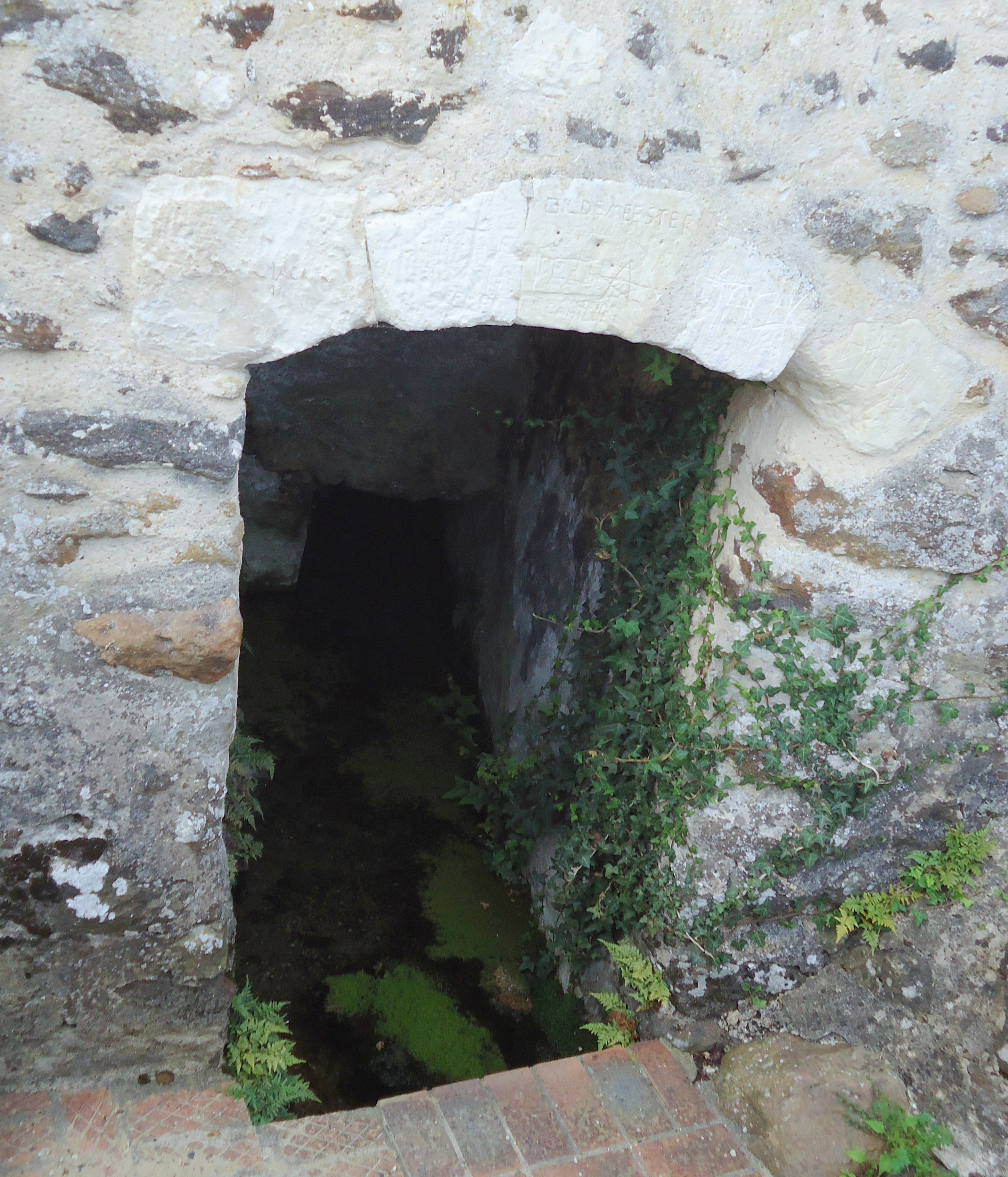
La fontaine Saint-Hubert.
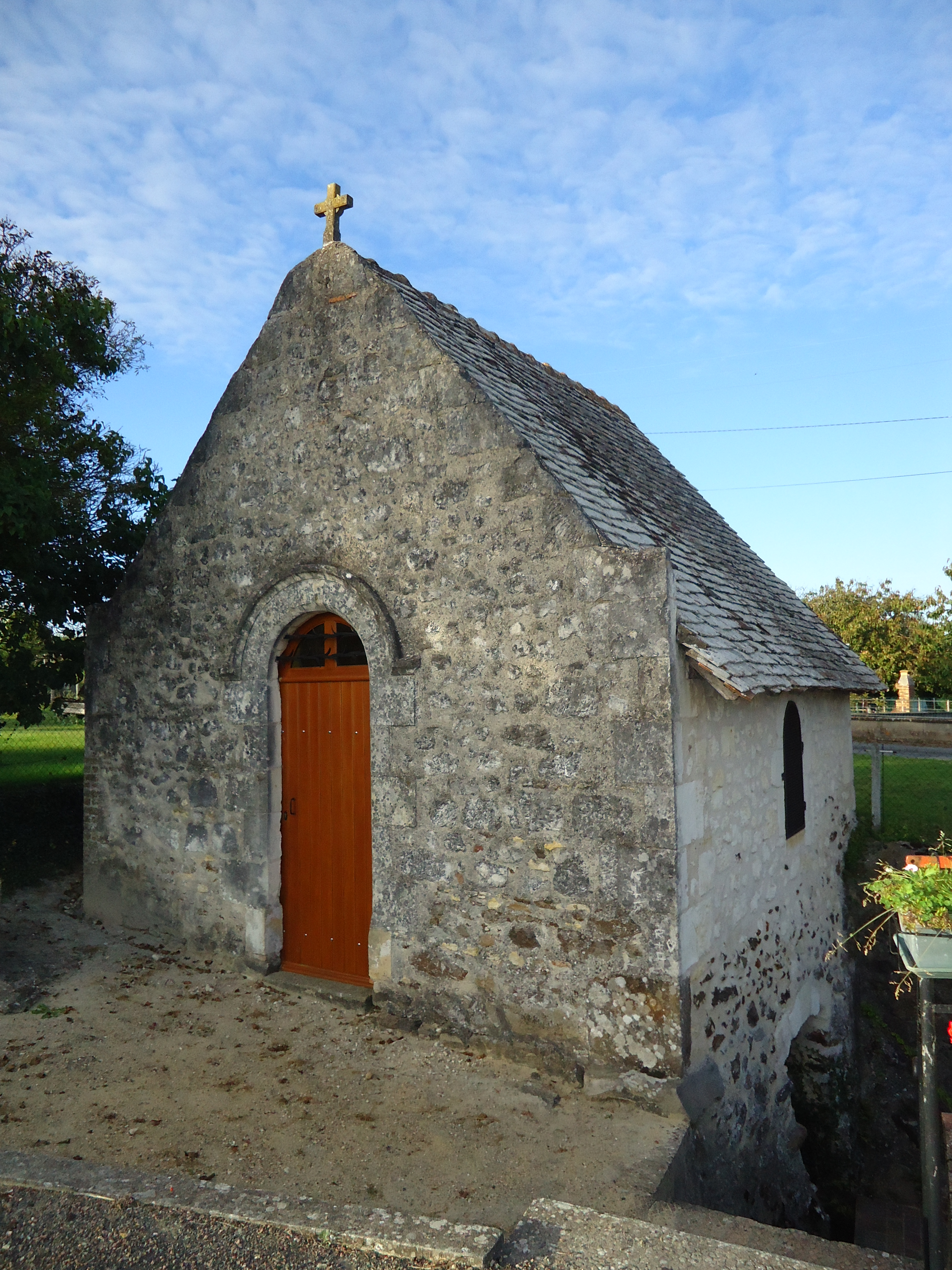
La chapelle Saint-Hubert.
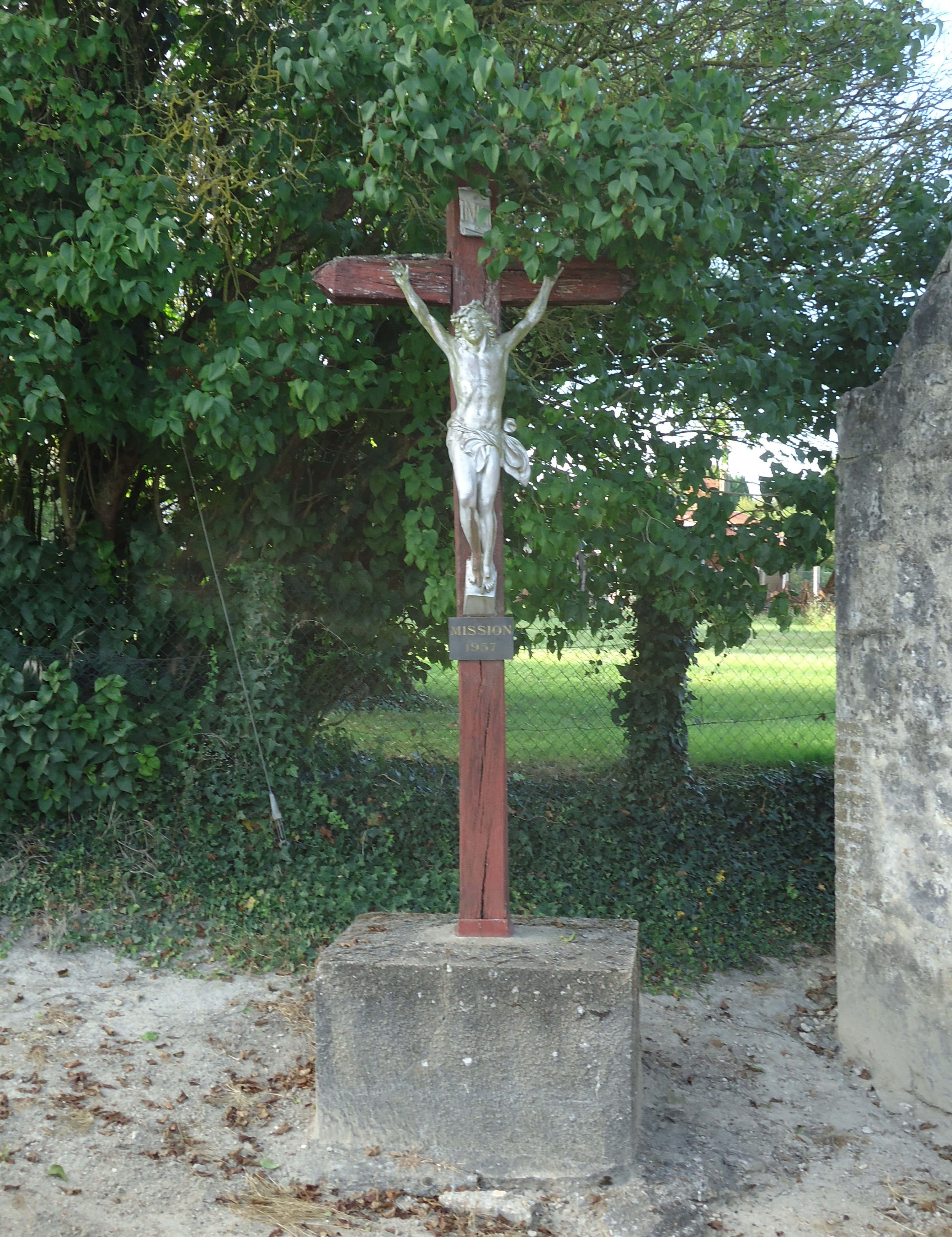
Le calvaire de la chapelle Saint-Hubert.

### Personnalités liées à la commune
- Philippe d'Argenlieu (1892 - 1977 à Coulongé), maire de Coulongé, député puis sénateur, officier de la Première Guerre mondiale, résistant pendant la Seconde..

### Héraldique
| Blason de Coulongé | Blason  | D'argent au griffon de tenné. |
| Blason de Coulongé | Détails |                               |